# That's the Truth
«That's the Truth»  —en español: «Esa es la verdad»— es el tercer sencillo extraído del quinto álbum de estudio de la banda británica McFly, titulado Above the Noise. Fue lanzado el 6 de marzo de 2011 vía descarga digital y veinticuatro horas más tarde en los formatos de CD sencillo y vinilo de 7 pulgadas. 

## Antecedentes y lanzamiento
El 8 de diciembre de 2010, Tom Fletcher y Dougie Poynter desvelaron a través de un webchat de la página web de la banda que el tercer sencillo sería «That's the Truth». Finalmente el 7 de marzo el sencillo salió a la venta, no obstante, sólo llegó alcanzar el puesto #35, en parte debido a la poca promoción que se realizó, ya que Dougie estaba rehabilitándose de depresión después de haber roto con su novia. El videoclip del nuevo sencillo fue publicado primero para los miembros de Super City, y días después para el resto del mundo a través de la red. 

## Recepción
Robert Copsey de Digital Spy le otorgó cuatro estrellas: «Afortunadamente, no hay necesidad de recurrir a las fuentes de The Saturdays porque la canción ya ofrece una explicación completa y factible por sí misma. (porque yo no he estado jugando / nunca iré por ahí / haciendo las cosas que no quieres que haga), los chicos insisten aquí, mientras que los productores Dallas Austin y Jason Perry pulsan los botones marcados 'como himno' , 'pop-rock' y 'balada de 'boyband'. No es nada que no hayamos escuchado antes, pero cuando las piezas se juntan de esta manera, hacen a una canción irresistible». Entertainment-Focus publicó que a través del álbum «la banda se introduce en el R&B/pop, brillando con That’s The Truth». Según Jack Foley de Indie Rock la canción es uno de los momentos «más cursi del álbum, cuando las tendencias del pop, una vez más asumen el control a lo Take That, pero el estribillo es enfático, adecuado y muy satisfactorio». Glasswerk describió la canción como «una salida del sonido electrónico y de los sublimes sintetizadores de los sencillos  anteriores ‘Shine a Light’ y ‘Party Girl’. Una orquesta de cuerda acompaña la letra sobre un corazón roto, la honestidad, y los problemas de las relaciones sentimentales, mientras que el estribillo ya ha demostrado ser un gran favorito para los aficionados de la banda en sus conciertos».

## Falta de promoción
McFly publicó el sencillo el 7 de marzo físicamente y también a través de descarga digital. Sin embargo, el bajista de la banda Dougie Poynter tuvo que pasar por un proceso de rehabilitación debido a una depresión, por lo que McFly apenas promocionó el sencillo en las tiendas y en los medios de comunicación. Este hecho afectó directamente al desarrollo de «That's The Truth» en las listas de éxitos, alcanzando solamente el puesto 35 en la UK Top 40 Singles chart.

### Actuaciones en directo
La primera vez que «That's the Truth» fue tocada en vivo ocurrió en el quinto episodio del programa de televisión británico Comedy Rocks, el 11 de febrero de 2011. La banda también actuó en la versión británica de El Cubo, que tuvo al cantante y guitarrista Tom Fletcher como concursante con el objetivo benéfico el 5 de junio. BBC Yorkshire una versión acústica exclusiva de «That's the Truth» el 27 de enero de ese mismo año. Tom Fletcher actuó como bajista ocasional ante la indisposición de Dougie Poynter en las actuaciones en el programa Daybreak y en el especial Comic Relief: Let's dance.

## Lista de canciones
| CD Sencillo (Island/Super GBUM71027326) |                              |          |  |
| N.º                                     | Título                       | Duración |  |
| 1.                                      | «That's the Truth»           | 3:52     |  |
| 2.                                      | «Shine a Light» (en directo) | 4:07     |  |

| Maxisencillo (Island/Super 2765817) |                                           |          |  |
| N.º                                 | Título                                    | Duración |  |
| 1.                                  | «That's the Truth»                        | 3:52     |  |
| 2.                                  | «I'll Be Your Man» (en directo)           | 3:56     |  |
| 3.                                  | «I Need a Woman» (en directo)             | 3:59     |  |
| 4.                                  | «Nowhere Left to Run» (Danny Jones remix) | 4:41     |  |

| Vinilo 7" (Island/Super 2765524) |                                               |          |  |
| N.º                              | Título                                        | Duración |  |
| 1.                               | «That's the Truth»                            | 3:52     |  |
| 2.                               | «That's the Truth» (7th Heaven Club Mix Edit) | 7:39     |  |

## Vídeo musical
El 14 de enero de 2011, la banda emitió el proceso de grabación del vídeo en directo y  durante todo el día a través de su página web. El tráiler del videoclip se publicó el 21 de enero, mientras que el vídeo completo fue lanzado el 25 de enero. En él se muestra a Dougie destrozando su habitación, llorando en un rincón y con una sensación general de malestar. Sin embargo, unas gotas de agua desde el techo parecen sanarle, y cuando se despierta a la mañana siguiente, todo ha vuelto a la normalidad. El vídeo, dirigido por Lucas Bellis y Will Field, alcanzó el puesto 32 en el Airplay Chart UK TV.

## Posicionamiento en listas
| Listas (2011)                          | Posición más alta |
| -------------------------------------- | ----------------- |
| Escocia (Scottish Singles Sales Chart) | 38                |
| Reino Unido (UK Singles Chart)         | 35                |

## Historial de lanzamientos
| País        | Fecha              | Discográfica   | Formato                       |
| ----------- | ------------------ | -------------- | ----------------------------- |
| Irlanda     | 4 de marzo de 2011 | Island Records | CD sencillo, Descarga digital |
| Reino Unido | 7 de marzo de 2011 | Island Records | CD sencillo, Descarga digital |

## Personal
- Danny Jones - compositor, guitarra, voz, coros.
- Tom Fletcher - compositor, guitarra, voz, coros.
- Harry Judd - compositor, batería, Percusión.
- Dougie Poynter - compositor, bajo, coros.
- Dallas Austin - compositor, teclado, productor.
- Jason Perry - batería adicional.
- Rick Sheppard - grabación, programación.